# Alex Freeman
Alex Freeman (Baltimore, 9 de agosto de 2004) es un futbolista estadounidense que juega en la demarcación de lateral derecho para el Philadelphia Union de la Major League Soccer.

## Selección nacional
Tras jugar en las categorías inferiores de la selección, finalmente hizo su debut con la selección absoluta de Estados Unidos el 7 de junio contra Turquía en un partido amistoso que finalizó con un resultado de 1-2 a favor del combinado turco tras un gol de Jack McGlynn para Estados Unidos, y de Kerem Aktürkoğlu y Arda Güler para Turquía.

## Clubes
| Club           | País           | Año       | Partidos | Goles |
| -------------- | -------------- | --------- | -------- | ----- |
| Orlando City B | Estados Unidos | 2022-2024 | 71       | 12    |
| Orlando City   | Estados Unidos | 2024-     | 25       | 4     |